# جسی جی اندرسون
جسی جی اندرسون (انگلیسی: Jasey-Jay Anderson؛ زادهٔ ۱۳ آوریل ۱۹۷۵) ورزشکار اسنوبردسواری اهل کانادا است.
وی در مسابقات کشوری و بین‌المللی در مجموع برندهٔ ۵ مدال طلا شده‌است.